# 新谷楓華
新谷 楓華（あらや ふうか、2004年9月3日 - ）は、神奈川県出身の女子サッカー選手。
岡山湯郷Belle所属。ポジションはMF。

## 来歴
2023年1月31日、岡山湯郷Belleへの加入が発表された。

## 所属クラブ
- 2023年 - 岡山湯郷Belle